# 安藤信哉
安藤 信哉（あんどう のぶや、1897年11月24日 - 1983年1月1日）は、日本の洋画家。

## 来歴・人物
千葉県生まれ。3歳の時、父が教員として赴任するため茨城県結城郡水海道町（現在の常総市）に移り住む。茨城県立水海道中学校卒業後一時教職に就くが、退職して洋画を学ぶ。
生前、売り絵を描かなかったため、画商がつかなかった。生前の親交により、遺族から静岡県の美術館に数十点の作品が寄贈されている。

### 年表
- 1897年 - 千葉県に生まれる
- 1929年 - 帝展初入選
- 1937年 - 文展特選
- 1939年 - 文展で無鑑査出品となる
- 1951年 - 日本水彩画会会員になる
- 1957年 - 日展審査員に就任。東京教育大学教授に就任、ろう者の美術教育に力を注ぐ
- 1968年 - 日展評議員に就任
- 1974年 - 日展参与に就任
- 1983年 - 死去。享年86（満85歳）

## 主な収蔵美術館
- 茨城県近代美術館
- 京都市美術館
- 東御市梅野記念絵画館・ふれあい館